# Les Cloches rouges, 1re partie : le Mexique en flammes
Série
Les Cloches rouges, 2e partie : J'ai vu naître un nouveau monde
(1983)
Pour plus de détails, voir Fiche technique et Distribution.
Les Cloches rouges, 1re partie : le Mexique en flammes (en russe : Красные колокола. Фильм 1. Мексика в огне), est la première partie d'un film historique dramatique mexico-italo-soviétique réalisé par Sergueï Bondartchouk et sorti en 1982.
Le scénario du film est inspiré du livre de John Reed, Le Mexique insurgé.

## Synopsis
Au Mexique, en 1913, une guerre civile fait rage. Deux armées de paysans dirigées par Emiliano Zapata au sud et Pancho Villa au nord se dirigent vers la capitale occupée par les troupes du dictateur le général Huerta et le combattent.
Au plus fort des combats, le journaliste américain John Reed arrive afin de s'entretenir avec Pancho Villa, le chef des paysans révoltés.
Ce film n'est pas exact d'un point de vue historique, Villa, qui en 1910 au départ était financé par l'instigateur de la révolution Francisco Madero l'un des hommes les plus riches du Mexique  n'était pas en 1913 à la tête de paysans révoltés, mais d'une armée organisée, la División del Norte (es) et dont les effectifs étaient payés en argent métal, ce qui permit à Villa de recruter des troupes nombreuses. Les bataillons rouges de la Casa del Obrero Mundial (es) ont combattu contre Emiliano Zapata, dont le seul but était de récupérer les terres collectives des villages dont le droit de propriété datait du temps de la colonie  espagnole et qui furent supprimés par le gouvernement (Loi Lerdo) qui les nationalisèrent et les vendirent aux plus offrants.

## Fiche technique
- Titre français : Les Cloches rouges, 1re partie : le Mexique en flammes[2]
- Titre original russe : Красные колокола. Фильм 1. Мексика в огне ; Krasnye kolokola. Film 1. Meksika v ogne
- Titre italien : Messico in fiamme
- Titre espagnol : Campanas Rojas
- Réalisation : Sergueï Bondartchouk
- Scénario : Sergueï Bondartchouk, Valentin Iejov, Ricardo Garibay et Carlos Ortiz Tejeda, d'après Le Mexique insurgé de John Reed
- Photographie : Vadim Ioussov
- Musique : Joaquín Gutiérrez Heras (es)
- Production : Franco Cristaldi
- Société de production : Mosfilm
- Pays de production :  Union soviétique,  Mexique,  Italie
- Langue originale : espagnol
- Durée : 135 minutes
- Genre : Historique, drame, aventure et biographique
- Dates de sortie : 
  - Mexique : 19 mars 1982
  - Italie : 4 septembre 1982
  - Union soviétique : octobre 1982

## Distribution
- Franco Nero : John Reed
- Ursula Andress : Mabel Dodge
- Jorge Luke : Emiliano Zapata
- Jorge Reynoso : Pancho Villa
- Blanca Guerra : Isabel
- Sydne Rome : Louise Bryant
- Anatoli Oustioujanivov (ru) : Lénine
- Vytautas Tomkus

## Production
Les deux parties, Le Mexique en flammes et J'ai vu naître un nouveau monde du film présentent des épisodes de la vie et de la carrière de John Reed, un journaliste communiste révolutionnaire dont la vie a auparavant inspiré Warren Beatty pour son film Reds (1981). 
Cette première partie se focalise sur le point de vue de John Reed en 1915 sur la révolution mexicaine (1910-1917) et montre le caractère terrible des assauts lancés par la División del Norte (es) de Francisco Villa.